# バレーボール大会一覧
バレーボール大会一覧（バレーボールたいかいいちらん）では、日本国内外の主要なバレーボールの大会を記す。

## 国際大会
- オリンピック
- 世界選手権
  - 世界U-23バレーボール選手権
  - 男子ユース世界選手権、女子ユース世界選手権
  - 男子ジュニア世界選手権、女子ジュニア世界選手権
- ネーションズリーグ
- モントルーバレーマスターズ
- 男子世界クラブ選手権、女子世界クラブ選手権
- アジア選手権
- アジア競技大会
- AVCアジアクラブ選手権
- 欧州選手権
- 欧州チャンピオンズリーグ
- 北中米選手権
- パンアメリカンカップ
- 南米選手権
- アフリカ選手権
- サロンパスカップ 女子バレーボール国際大会
- FISUワールドユニバーシティゲームズ

## 国内大会
日本
- 全日本バレーボール小学生大会
- 全日本中学校バレーボール選手権大会
- 全国都道府県対抗中学バレーボール大会
- 全国高等学校バレーボール選抜優勝大会（春の高校バレー、2010年で終了）
- 全日本バレーボール高等学校選手権大会（春の高校バレー）
- 全国高等学校総合体育大会バレーボール競技大会（インターハイ）
- 全日本バレーボール大学男女選手権大会（ミキプルーン・スーパーカレッジバレー、全日本インカレ）
- 東日本大学バレーボール選手権大会（東日本インカレ）
- 全日本大学女子バレーボール東西選抜優勝大会（東西インカレ、2012年を以て廃止）
- 全国ママさんバレーボール大会
- V.LEAGUE
- V・サマーリーグ
- 天皇杯・皇后杯全日本バレーボール選手権大会
- 黒鷲旗全日本男女選抜バレーボール大会
- 全日本バレーボールクラブカップ男女選手権大会
- 国民スポーツ大会
- 全国青年大会
- 全国スポーツ祭典
- 全国6人制バレーボールリーグ総合男女優勝大会
- 全日本9人制バレーボール総合選手権
- 全日本9人制バレーボール実業団選手権

アゼルバイジャン
- 女子スーパーリーグ

アメリカ合衆国
- NCAA女子バレーボール選手権

イタリア
- セリエA
- コッパ・イタリア

韓国
- 韓国Vリーグ

中国
- 中国バレーボールリーグ

トルコ
- トルコ女子バレーボールリーグ

ブラジル
- スーパーリーガ

フランス
- ナショナルリーグ

ロシア
- スーパーリーグ
- ロシア・カップ